# Mauro Scatularo
Mauro Scatularo (Buenos Aires, Argentina, 26 de enero de 1988) es un futbolista argentino. Juega como mediocampista y su actual equipo es Chaco For Ever del Torneo Federal A.

## Clubes
| Club                      | País      | Año       | PJ | Goles |
| ------------------------- | --------- | --------- | -- | ----- |
| Deportes Puerto Montt     | Chile     | 2010-2011 | 39 | 1     |
| Comunicaciones            | Argentina | 2011      | 2  | 0     |
| UAI Urquiza               | Argentina | 2012      | 10 | 0     |
| Sarmiento de Resistencia  | Argentina | 2012-2014 | 34 | 3     |
| Sol de América de Formosa | Argentina | 2014      | 3  | 0     |

### Estadísticas
Actualizado al 24 de octubre de 2022

| Colegiales Argentina | 3.ª                 | 2015                | 21  | 1 | 0 | 0 | — | — | 21  | 1 |
| Colegiales Argentina | 3.ª                 | 2016                | 21  | 2 | 0 | 0 | — | — | 21  | 2 |
| Colegiales Argentina | 3.ª                 | 2016-17             | 27  | 4 | 0 | 0 | — | — | 27  | 4 |
| Colegiales Argentina | Total               | Total               | 69  | 7 | 0 | 0 | 0 | 0 | 69  | 7 |
| Defensores de Belgrano Argentina | 3.ª                 | 2017-18             | 18  | 0 | 0 | 0 | — | — | 18  | 0 |
| Defensores de Belgrano Argentina | Total               | Total               | 18  | 0 | 0 | 0 | 0 | 0 | 18  | 0 |
| Chaco For Ever Argentina | 3.ª                 | 2018-19             | 0   | 0 | 0 | 0 | — | — | 0   | 0 |
| Chaco For Ever Argentina | Total               | Total               | 0   | 0 | 0 | 0 | 0 | 0 | 0   | 0 |
| Juventud Unida Universitario Argentina | 3.ª                 | 2019-20             | 7   | 0 | 0 | 0 | — | — | 7   | 0 |
| Juventud Unida Universitario Argentina | Total               | Total               | 7   | 0 | 0 | 0 | 0 | 0 | 7   | 0 |
| Colegiales Argentina | 3.ª                 | 2020                | 2   | 0 | 0 | 0 | — | — | 2   | 0 |
| Colegiales Argentina | 3.ª                 | 2021                | 23  | 1 | 0 | 0 | — | — | 23  | 1 |
| Colegiales Argentina | Total               | Total               | 25  | 1 | 0 | 0 | 0 | 0 | 25  | 1 |
| Sportivo Italiano Argentina | 4.ª                 | 2022                | 22  | 1 | 0 | 0 | — | — | 22  | 1 |
| Sportivo Italiano Argentina | Total               | Total               | 22  | 1 | 0 | 0 | 0 | 0 | 22  | 1 |
| Total en su carrera | Total en su carrera | Total en su carrera | 141 | 9 | 0 | 0 | 0 | 0 | 141 | 9 |
| (1) La copa nacional se refiere a la Copa Argentina y Supercopa Argentina . (2) La copa internacional se refiere a la Copa Sudamericana, Recopa Sudamericana, Copa Libertadores y Copa Suruga Bank. |                     |                     |     |   |   |   |   |   |     |   |